# Kẹo hồ lô
Kẹo hồ lô (giản thể: 糖葫芦, phồn thể: 糖葫蘆, Hán Việt: Đường Hồ lô, pinyin: tánghúlu hay 冰糖葫芦 - Băng Đường Hồ lô, bính âm: bīngtánghúlu,), là một loại kẹo với nguyên liệu chính là trái cây được phủ một lớp đường gắn trên xiên tre dài khoảng 20 cm. Đây là một món ăn Trung Quốc truyền thống có nguồn gốc từ miền Bắc Trung Quốc, nhưng hiện nay nó có mặt ở hầu hết các thành phố ở Trung Quốc như Bắc Kinh, Thiên Tân, Thượng Hải.
Theo truyền thống, trái cây được sử dụng là trái táo gai, nhưng trong thời gian gần đây các người làm kẹo cũng đã sử dụng nhiều loại trái cây khác nhau như cà chua bi, quýt, dâu tây, việt quất, dứa, kiwi, chuối, mận hoặc nho. Kẹo hồ lô thường có lớp đường phủ bên ngoài dạng xi rô, nhưng cũng có các loại kẹo hồ lô với lớp vỏ sôcôla, hoặc mè rắc.
Với người dân Trung Quốc nói chung và người dân Bắc Kinh nói riêng, tuổi thơ của họ gắn liền với vị ngọt của những xiên kẹo hồ lô. Tiếng rao với tiếng xe đạp lóc cóc trên những ngõ nhỏ thâm trầm của Bắc Kinh trong màn sương sớm vẫn còn quẩn quanh vương vất, những xiên kẹo đỏ rung rinh theo sau nhịp guồng xe đã trở thành vẻ đẹp không thể lẫn vào đâu của thành phố này.

## Cách làm

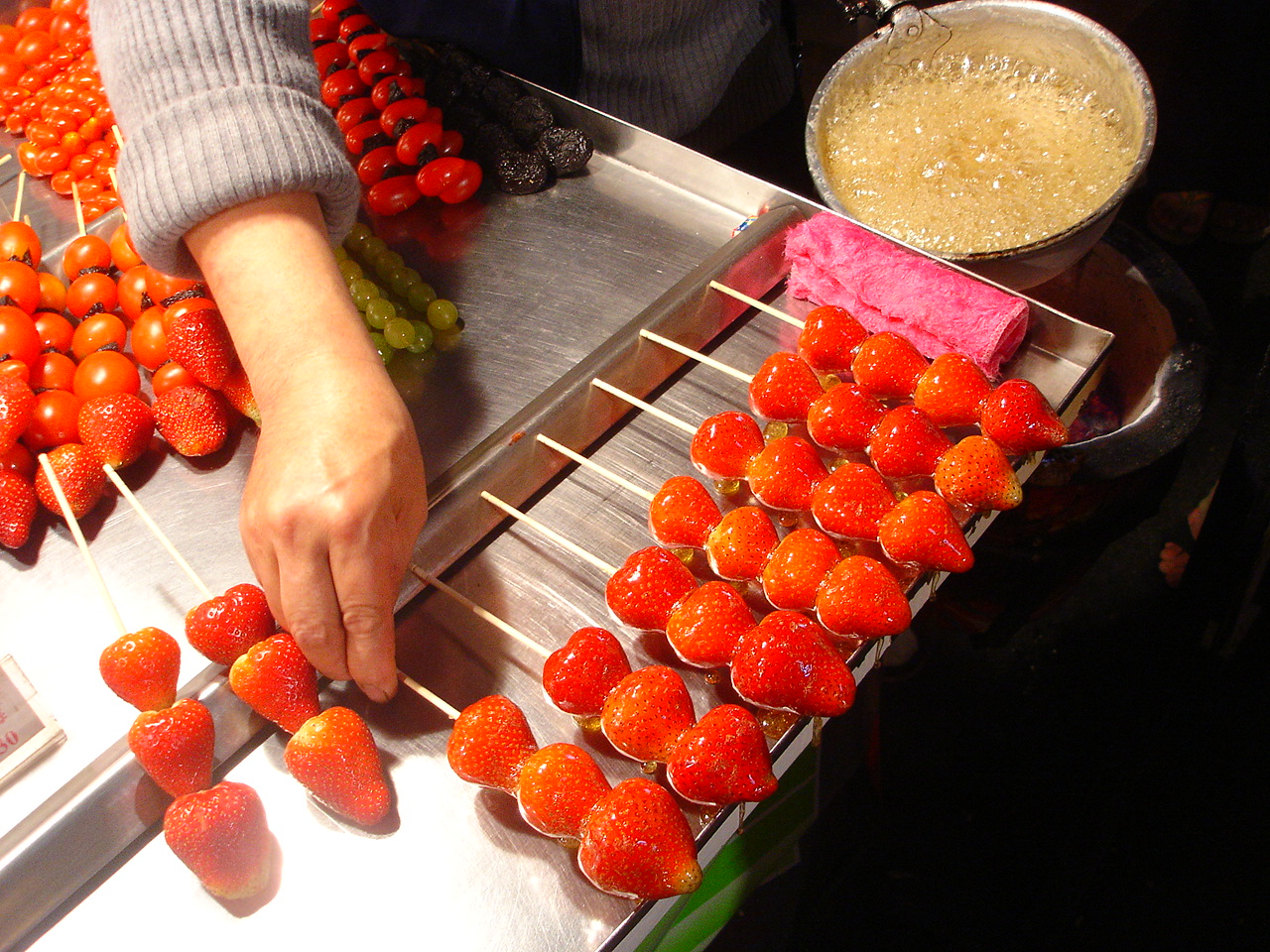
Kẹo hồ lô dâu tây nhúng với đường để bán